# Franciszek Zieliński (generał)
Franciszek Antoni Zieliński (ur. 5 czerwca?/17 czerwca 1876 w Hajsynie na Podolu, zm. 12 grudnia 1954 w Grudziądzu) – generał brygady Wojska Polskiego, kawaler Orderu Virtuti Militari.

## Życiorys
Był synem Antoniego i Petroneli z Tarnawskich. Ukończył gimnazjum humanistyczne w Humaniu. 31 października 1893 rozpoczął służbę w Armii Imperium Rosyjskiego.
Dowódca XXII Brygady Piechoty. Na tym stanowisku 22 maja 1920 został zatwierdzony z dniem 1 kwietnia 1920 w stopniu pułkownika, w piechocie, w grupie oficerów byłej armii generała Hallera. 15 sierpnia 1920 objął dowództwo VIII Brygady Piechoty. 25 lipca 1921 wyznaczony został na stanowisko dowódca piechoty dywizyjnej 4 Dywizji Piechoty. 3 maja 1922 został zweryfikowany w stopniu generała brygady ze starszeństwem z 1 czerwca 1919 i 61. lokatą w korpusie generałów. 18 maja 1922 Naczelnik Państwa i Naczelny Wódz mianował go dowódcą 4 Dywizji Piechoty. W październiku 1924 został mianowany zastępcą dowódcy Okręgu Korpusu Nr II w Lublinie. W 1926, po zamachu stanu, został oddany do dyspozycji ministra spraw wojskowych. Z dniem 31 maja 1927 został przeniesiony w stan spoczynku. Zmarł 12 grudnia 1954 i został pochowany na cmentarzu centralnym w Grudziądzu.
Był żonaty z Marią Lipinkiewicz, z którą miał dwoje dzieci: Henryka (1901) i Jadwigę (1906). Mieszkał w Robakowie.

## Awanse
- podporucznik (Подпоручик) – 1898
- porucznik (Поручик) od 1902
- sztabskapitan (Штабс-капитан) 1906
- kapitan (Капитан) 1910
- podpułkownik (Подполковник) – 1915
- pułkownik (Полковник) – 1916

## Ordery i odznaczenia
- Krzyż Srebrny Orderu Wojskowego Virtuti Militari[8] nr 3643 – 1921[9]
- Krzyż Walecznych – czterokrotnie (po raz pierwszy w 1921)[8][10][11]
- Kawaler Orderu Legii Honorowej – Francja[8]
- Medal Międzysojuszniczy „Médaille Interalliée” – 22 lipca 1925[12]